# François Dogaer
François Bernard Dogaer (ur. 6 lipca 1897 w Mechelen, zm. 5 lipca 1926 tamże) – belgijski piłkarz grający na pozycji napastnika. Był reprezentantem Belgii.

## Kariera klubowa
W swojej karierze piłkarskiej Dogaer grał w klubie RC Malines.

## Kariera reprezentacyjna
W reprezentacji Belgii Dogaer zadebiutował 5 maja 1921 roku w przegranym 2:3 towarzyskim meczu z Włochami, rozegranym w Antwerpii. Był w kadrze Belgii na Igrzyska Olimpijskie w Antwerpii. Zdobył na nich złoty medal, jednak nie rozegrał żadnego spotkania na tym turnieju. Od 1921 do 1922 roku rozegrał 3 mecze w kadrze narodowej.